# Desa Kara
Desa Kara är en administrativ by i Indonesien.   Den ligger i provinsen Jawa Timur, i den västra delen av landet, 700 km öster om huvudstaden Jakarta. Desa Kara ligger på ön Madura. Den ligger vid sjön Bendung Klampis.